# Военно-морские силы Бангладеш
Военно-морские силы Бангладеш (бенг. বাংলাদেশ নৌবাহিনী; Бангладеш Ноу Бахини) — род войск Вооружённых сил Бангладеш, ответственный за контроль над территориальными водами Республики Бангладеш (118 813 км²), защиту важных гаваней, военных баз и исключительных экономических зон страны. Основная роль — защита военных и экономических интересов на территории страны и за рубежом; оказание экстренной помощи в чрезвычайных ситуациях; участие в гуманитарных миссиях; борьба против терроризма; миротворческая деятельность совместно с ООН.

## История

### Образование
Военно-морские силы Бангладеш были созданы как род войск в составе народно-освободительной армии Бангладеш, известной как «Мукти-бахини», во время войны за независимость против Пакистана. Официально они появились в 1971 году на встрече командиров военных округов Бангладеш. В 1971 году Западный Пакистан ввёл войска на территорию Восточного Пакистана, которые начали террор против местного населения, что и привело к началу войны. Бенгальские моряки из ВМС Пакистана массово дезертировали, создав собственный флот. Изначально в распоряжении бенгальцев было всего 45 человек и два корабля «Падма» и «Палаш». 9 ноября 1971 года был образован первый флот из шести малых патрульных судов, которые начали вести борьбу против пакистанского флота, однако 10 декабря 1971 года ВВС Индии по ошибке разбомбили этот флот. Следующая крупная атака была предпринята на город Монгла и его порт: по данным ВМС Бангладеш, в атаке участвовали 334 моряка, из них 22 погибли в бою.

### На пути к независимости
В годы войны флот участвовал в 45 военных операциях — как открытых боестолкновениях, так и партизанских стычках и разведывательно-диверсионных операциях личного состава. На первом этапе войны бенгальские моряки состояли в партизанском движении: восемь моряков из экипажа подлодки «Мангро» (PNS Mangro), строившейся во Франции, перешли на сторону бангладешцев и заложили основу военно-морских сил, а позже в построении флота участвовали многие другие лица. Восточный Пакистан был разделён на 11 округов (секторов), у каждого из которых был свой командир со своей зоной ответственности — исключением был 10-й сектор, который изначально отвечал за побережье страны, но затем и действовал по всей стране.
В 1971 году для пакистанцев было важным удержать порты и гавани в рабочем состоянии, а также контролировать морские переходы. Бангладешский флот пытался перекрыть все морские пути и не позволить пакистанцам держать флот ни в море, ни в реках. Они атаковали все речные и морские порты, а наиболее серьёзным успехом стала операция «Джекпот». Помимо этого, бангладешцами была заминирована река Пасур, а их сухопутные части сковывали пакистанцев. В результате Бангладеш заполучил независимость меньше чем за год.
В 1970-е годы расширение ВМС Бангладеш потребовало расширения всей военно-морской инфраструктуры. Три фрегата из состава ВМС Великобритании были переданы ВМС Бангладеш и составили ядро флота: «Умар Фарук» (1976 год, бывший «Llandaff»), «Али Хаидер» (1976 год, бывший «Jaguar») и «Абу Бакар» (1982, бывший «Lynx»).

### XXI век
ВМС Бангладеш стал первым родом войск Бангладеш, куда были включены женщины: в 2000 году на флот заступили 14 женщин-офицеров, а в 2016 году ещё 44 женщины-солдата были заступили на флот. В 2011 году спасатели и врачи сухопутных и военно-морских сил Бангладеш отправились в Японию с целью ликвидации последствий землетрясения и цунами на восточном побережье страны. В 2013 году судно «Сомудра Джой» отправилось на Филиппины с гуманитарной помощью стоимостью 1 млн долларов США и командой врачей ВМС Бангладеш.
ВМС Бангладеш участвовал в поисково-спасательной операции после крушения рейса 370 Malaysia Airlines: для поисков останков были отправлены суда «Бангабандху», «Умар Фарук» и самолёт Dornier Do-228NG в марте 2014 года. На бору пропавшего самолёта Boeing 777-200ER, летевшего из Малайзии в Китай, были 227 пассажиров из 14 стран и 12 малайзийских членов экипажа. Позже вместо судна «Умар Фарук» на поиски отправился корабль «Сомудра Джой». В мае 2014 года поиски возобновились после того, как в Бенгальском заливе австралийскими исследователями были обнаружены фрагменты самолёта. В том же году во время чрезвычайного положения на Мальдивах первыми гуманитарную помощь отправили именно из Бангладеш на борту судна «Сомудра Джой» (100 тонн воды в бутылках).

### Forces Goal 2030
В 2009 году правительством Бангладеш был принят долгосрочный план модернизации вооружённых сил страны, известный как Forces Goal 2030: к 2013 году около трети военного аппаратного оборудования, закупленного по плану, предназначалось флоту. В состав ВМС Бангладеш вошли два больших патрульных корабля Береговой охраны США в 2013 и 2015 годах, ещё два фрегата типа 053H2 «Цзянху» были выкуплены у Китая в 2014 году; у Великобритании были выкуплены гидрографическое судно типа «Рёбак» и два сторожевых корабля типа «Касл», переоборудованные в ракетные корветы в 2016 году. В 2016 году флот Бангладеш получил ещё два корвета типа 056, в то время как два других строились; в 2013 году в Китае были построены на заказ два больших патрульных корабля типа «Дурджой», а в 2017 году ещё два подобных корабля с противолодочным вооружением вошли в состав ВМС Бангладеш.
14 июля 2011 года была создана авиация ВМС Бангладеш, когда в строй были введены два вертолёта AgustaWestland AW109, а через два года в эксплуатацию были введены ещё два самолёта Dornier Do 228NG. Подводный флот Бангладеш состоит из двух подлодок типа 035G «Минь», приобретённых у КНР 12 марта 2017 года. В округе Патуакхали в Рабанабаде в настоящее время идёт сооружение базы ВМС Бангладеш под названием Шер-э-Бангла, которая должна стать крупнейшей военно-морской базой Бангладеш с доком для подлодок и ангарами для авиации, а в Кокс-Базаре строится база для подлодок Шейх-Хасина.

### Миссии ООН и учения

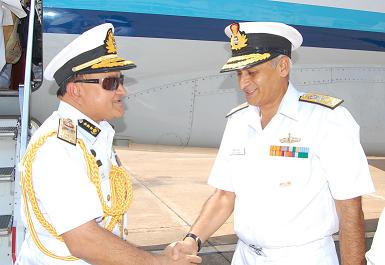
Вице-адмирал ВМС Бангладеш Ахмед и вице-адмирал ВМС Индии Сунил Ланба

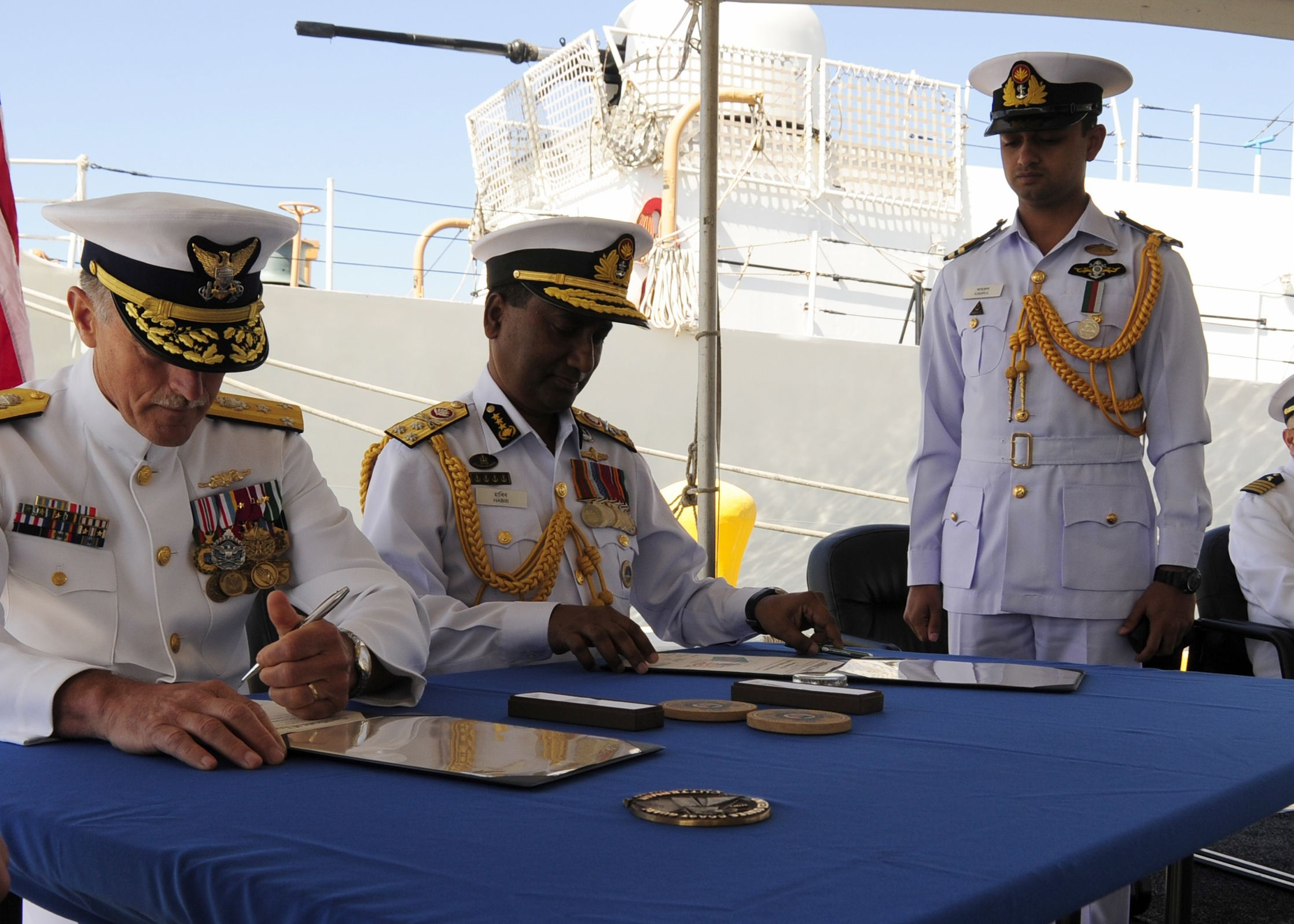
Главнокомандующий вице-адмирал Фарид Хабиб и вице-адмирал ВМС США Пол Цукунфт

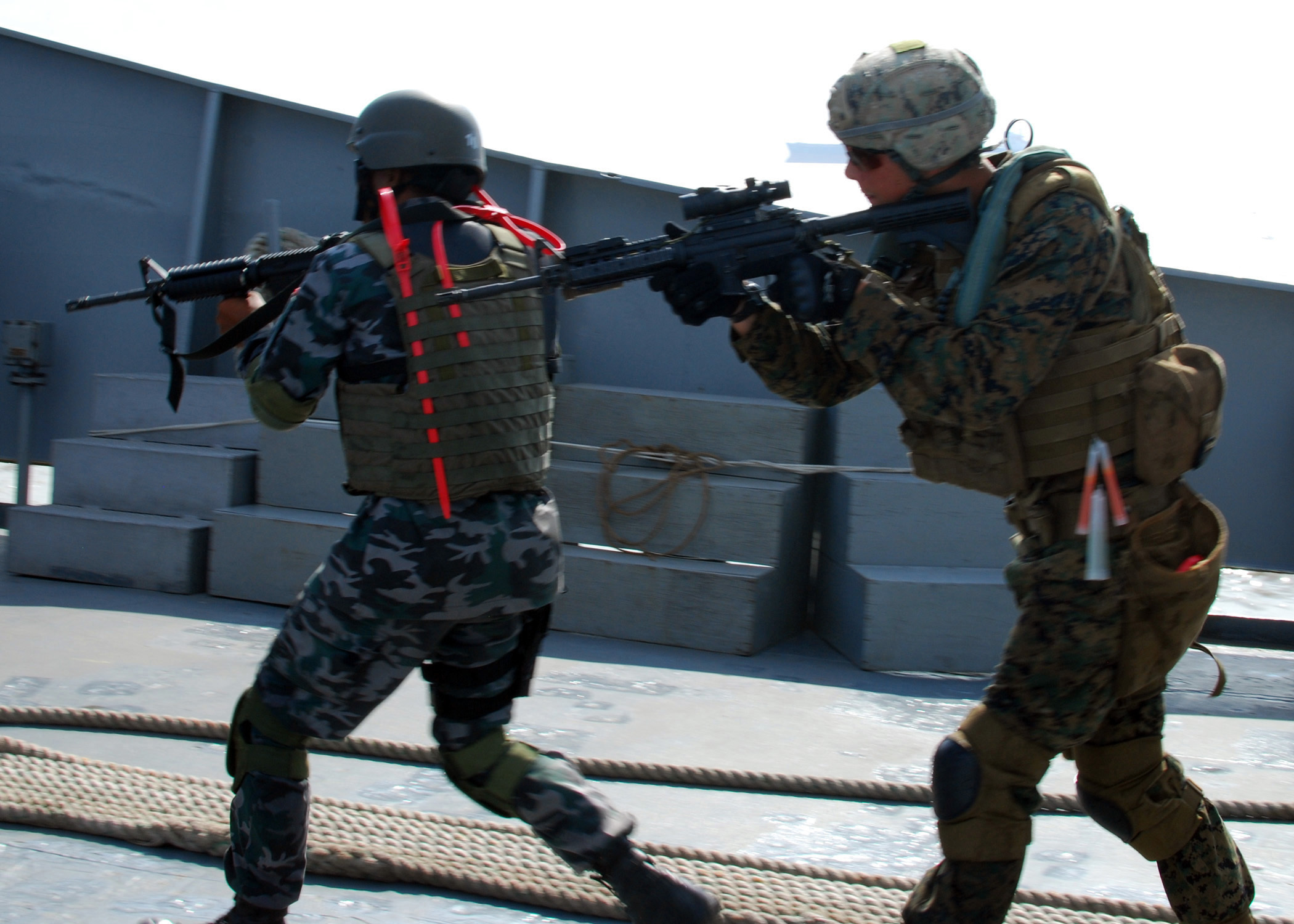
Учения морских пехотинцев США и личного состава ВМС Бангладеш, 2012 год

В 1993 году флот Бангладеш вошёл в программу участия в миротворческих операциях ООН: первой таковой стала миссия 2005 года в Судане, куда флот отправился в составе речных сил. С 2010 года корабли ВМС Бангладеш несут службу в рамках миссии ЮНИФИЛ в Ливане, причём Бангладеш — третья азиатская страна и единственная, чей флот несёт службу в неспокойном регионе Ливана. Первыми кораблями в том регионе стали «Осман» и «Мадхумати», которых в июне 2014 года сменили «Али Хаидер» и «Нирмул». Также флот участвует в регулярных учениях с флотами других стран, получая важный опыт: с 2009 года участвуют в учениях в Аравийском море, организуемых ВМС Пакистана; с 2010 года участвуют совместно с ВМС Индии в общих учениях AMAN у Андаманских островов; с 2011 года в Бенгальском заливе проходят совместные с ВМС США учения бенгальских моряков в рамках проекта «Сотрудничество по поддержанию боеготовности флотов» (CARAT), связанного с сотрудничеством США и стран АСЕАН.
В ноябре 2012 года в учениях «Свирепый сокол» в Дохе (Катар) участвовал корабль «Бангабандху», через три года там участвовал «Сомудра Джой». В 2014 году в 14-м Западно-тихоокеанском морском симпозиуме и международной выставке флотов в Циндао (провинция Шаньдун, КНР) участвовал «Абу Бакар», а через год он же участвовал в Международной морской и аэрокосмической выставке в Лангкави.
С 16 по 30 ноября 2015 года в Бенгальском заливе прошли учения под названием «Сомудро Гхурни» (Морская воронка) под руководством контр-адмирала М. Халеда Икбаля с целью симуляции боевых действий на море, обеспечения безопасности страны от угроз с моря, защиты территориальных вод и морских ресурсов страны и предотвращения контрабанды. В ходе учений были задействованы почти все корабли ВМС Бангладеш и морская авиация. В рамках учений прошли поисково-спасательные, транспортные, патрульные, десантные и боевые мероприятия, а также успешно прошли испытания ракетного вооружения ВМС Бангладеш.

## Организация и управление
Штаб ВМС Бангладеш расположен в районе Банани-Модел-Таун столицы страны — города Дакка. Верховным главнокомандующим Вооружённых сил Бангладеш, согласно Конституции страны, является Президент Бангладеш. Главнокомандующим ВМС, также известным как Начальник штаба ВМС, в звании четырёхзвёздного адмирала, который отдаёт все приказы в военное и мирное время из своего штаба в Дакке. При штабе есть оперативный отдел, отдел личного состава, отдел матчасти и отдел логистики. Каждым отделом руководят офицеры — помощники Главнокомандующего. Каждому помощнику подчиняются директораты, во главе которых стоят директора в звании коммодора или капитана. В их подчинении есть заместители и офицеры штаба. ВМС Бангладеш разделён на девять подразделений или командований, каждым из которых руководит военный в звании контр-адмирала или коммодора, отчитывающийся лично Главнокомандующему ВМС.
Действующий штаб ВМС Бангладеш
| Должность                                               | Имя и звание                          | Знаки различия |
| ------------------------------------------------------- | ------------------------------------- | -------------- |
| Главнокомандующий ВМС                                   | Адмирал Мохаммад Назмул Хассан        |                |
| Помощник Главнокомандующего ВМС (оперативный отдел)     | Контр-адмирал Мухаммед Макбул Хоссаин |                |
| Помощник Главнокомандующего ВМС (отдел личного состава) | Контр-адмирал М. Анвар Хоссейн        |                |
| Помощник Главнокомандующего ВМС (отдел матчасти)        | Контр-адмирал Мухаммад Мойенул Хаке   |                |
| Помощник Главнокомандующего ВМС (отдел логистики)       | Контр-адмирал Зохир Уддин             |                |

Командиры флотилий и округов ВМС Бангладеш
| Должность                                                | Имя и звание                             | Знаки различия |
| -------------------------------------------------------- | ---------------------------------------- | -------------- |
| Командир военно-морского округа Чаттограм                | Контр-адмирал Абдулла Аль Мамун Чоудхури |                |
| Командир военно-морского округа Кхулна                   | Контр-адмирал М. Шахин Рахман            |                |
| Командир надводного флота                                | Контр-адмирал С.М. Монируззаман          |                |
| Начальник военно-морского административного района Дакка | Коммодор Хондкар Мисбах-уль-Азим         |                |
| Командир Западной флотилии                               | Коммодор Мустак Ахмед                    |                |
| Командир морской авиации                                 | М. Афзал Хоссейн                         |                |
| Коммодор-суперинтендант доков                            | Коммодор Хандакар Ахтер Хоссейн          |                |
| Командир подводного флота                                | Коммодор Масуд Икбал                     |                |
| Командир SWADS                                           | Коммодор Мохаммад Абдул Вадуд Тарафдер   |                |

## Отделы
Шесть административных отделов присутствуют на флоте:
- Исполнительный отдел: отвечает за мореходство, навигацию, связь, торпедное противолодочное оружие, артиллерийскую стрельбу и другие виды деятельности.
- Инженерный отдел: обслуживание кораблей и верфей. Отвечает за ходовые системы и энергетические установки, выработку электроэнергии, работу руля, все вспомогательные функции, механические и гидравлические системы кораблей для поддержки полноценного функционирования кораблей, гарантии их стабильности, мореходных качеств, предотвращения пожара и восстановления после нанесённого ущерба. Сотрудники данного отдела занимаются ремонтом судов, модификацией уже имеющихся и строительством новых, а также отвечают за своевременную подготовку запасных частей, инспекцию и контроль качества, поддержку уровня технического обслуживания.
- Отдел поставок: занимается поставкой припасов, подготовкой одежды и исполнением секретарских обязанностей.
- Отдел электроинженеров: отвечает за энергоснабжение кораблей, обслуживание всего электрооборудования — электронной системы управления двигателем, навигационного оборудования (радар, GPS, эхолокаторы) и коммуникационного оборудования (ВЧ- и УВЧ-радиостанции). Основная обязанность — обслуживание оружия и систем управления оружием, сенсоров, поисковых радаров и систем управления огня. Аналогичные обязанности они исполняют в доках.
- Отдел обучения: инструкторы и специалисты по военно-морскому праву.
- Отдел обучения инженеров: занимаются подготовкой инженеров, технологическим развитием флота, а также исследовательской деятельностью и дальнейшим развитием военно-морских технологий.
- Медицинский отдел: все врачи ВМС и Армии Бангладеш, в том числе дантисты, несут службы на кораблях и в военно-морских госпиталях.

## Воинские звания

### Старшие офицеры
| Аналог НАТО | OF-10       | OF-10       | OF-9    | OF-9    | OF-8         | OF-8         | OF-7          | OF-7          | OF-6     | OF-6     | OF-5    | OF-5    | OF-4      | OF-4      | OF-3                | OF-3                | OF-2      | OF-2      | OF-1              | OF-1              | OF-1                          | OF-1                          | OF-1      | OF-1      | Младший офицер   | Младший офицер   | Младший офицер   | Младший офицер   | Младший офицер   | Младший офицер   | Младший офицер   | Младший офицер   | Младший офицер   | Младший офицер   | Младший офицер   | Младший офицер   |
| ----------- | ----------- | ----------- | ------- | ------- | ------------ | ------------ | ------------- | ------------- | -------- | -------- | ------- | ------- | --------- | --------- | ------------------- | ------------------- | --------- | --------- | ----------------- | ----------------- | ----------------------------- | ----------------------------- | --------- | --------- | ---------------- | ---------------- | ---------------- | ---------------- | ---------------- | ---------------- | ---------------- | ---------------- | ---------------- | ---------------- | ---------------- | ---------------- |
| Бангладеш   | Нет аналога | Нет аналога |         |         |              |              |               |               |          |          |         |         |           |           |                     |                     |           |           |                   |                   |                               |                               |           |           |                  |                  |                  |                  |                  |                  |                  |                  |                  |                  |                  |                  |
| Бангладеш   | Нет аналога | Нет аналога | Адмирал | Адмирал | Вице-адмирал | Вице-адмирал | Контр-адмирал | Контр-адмирал | Коммодор | Коммодор | Капитан | Капитан | Коммандер | Коммандер | Лейтенант-коммандер | Лейтенант-коммандер | Лейтенант | Лейтенант | Младший лейтенант | Младший лейтенант | Действующий младший лейтенант | Действующий младший лейтенант | Мидшипмен | Мидшипмен | Офицерский кадет | Офицерский кадет | Офицерский кадет | Офицерский кадет | Офицерский кадет | Офицерский кадет | Офицерский кадет | Офицерский кадет | Офицерский кадет | Офицерский кадет | Офицерский кадет | Офицерский кадет |

### Солдаты и младшие офицеры
| Бангладеш               |                         |                          |                          |                  |                  |              |              |             |             |                |                |                |                |             |             |        |        |
| Мастер чиф-петти-офицер | Мастер чиф-петти-офицер | Старший чиф-петти-офицер | Старший чиф-петти-офицер | Чиф-петти-офицер | Чиф-петти-офицер | Петти-офицер | Петти-офицер | Нет аналога | Нет аналога | Ведущий матрос | Ведущий матрос | Старший матрос | Старший матрос | Нет аналога | Нет аналога | Матрос | Матрос |

## Базы ВМС
- Шахид-Моаззем[англ.]
- Титумир[англ.]
- Хаджи-Мохшин[англ.]
- Ульк[англ.]
- Исса-Хан[англ.]
- Бхатиари[англ.]
- Шейх-Муджиб[англ.]
- Шейх-Хасина[англ.]
- Шер-э-Бангла[англ.]
- Монгла[англ.]
- Доки ВМС Бангладеш

## Образовательные учреждения
Военно-морская академия Бангладеш готовит будущих офицеров флота и занимается их физической, военной и интеллектуальной подготовкой, а также обучает по обмену офицеров ВМС Катара, Шри-Ланки, Мальдивской Республики и Палестины.

## Вооружение флота
По состоянию на 2018 год, на вооружении ВМС Бангладеш были четыре фрегата УРО, два патрульных фрегата, четыре корвета, 38 малых кораблей разных типов (в том числе патрульные суда, ракетные катера и тральщики) и 30 вспомогательных надводных кораблей. Есть также две подводные лодки. Морская авиация представлена винтокрылыми летательными аппаратами и аппаратами с неподвижным крылом. Есть также спецподразделение SWADS.

### Корабли

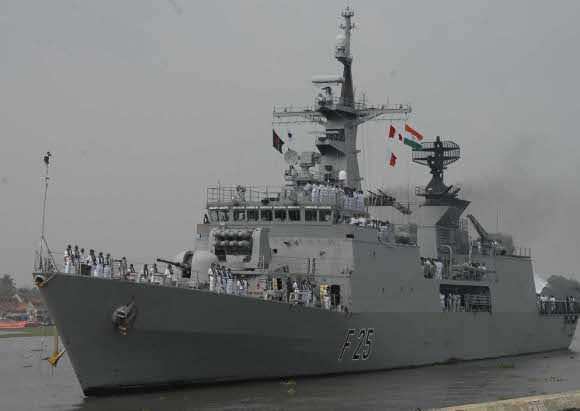
BNS Bangabandhu

| Тип судна                                              | Число кораблей | Примечания                                                                              |
| ------------------------------------------------------ | -------------- | --------------------------------------------------------------------------------------- |
| Дизель-электрические подводные лодки (тип 035G «Минь») | 2              | На вооружении с 12 марта 2017; 57 человек экипаж каждой, вооружение 18 торпед и 32 мины |
| Фрегаты                                                | 6              |                                                                                         |
| Корветы                                                | 6              | [ 61 ]                                                                                  |
| Большие патрульные корабли                             | 5              |                                                                                         |
| Малые патрульные корабли                               | 12             |                                                                                         |
| Ракетные катера                                        | 4              | Вооружены ракетами C-704                                                                |
| Противолодочные катера                                 | 4              |                                                                                         |
| Пушечные катера                                        | 5              |                                                                                         |
| Тральщики                                              | 5              | Береговые тральщики                                                                     |
| Гидрографические суда                                  | 2              |                                                                                         |
| Учебные суда                                           | 1              | Бывший британский корабль типа «Айленд»                                                 |
| Десантные корабли                                      | 15             |                                                                                         |
| Ремонтные суда                                         | 1              |                                                                                         |
| Танкеры                                                | 2              |                                                                                         |
| Плавучие доки                                          | 1              |                                                                                         |
| Вспомогательные суда                                   | 11             |                                                                                         |

### Авиация

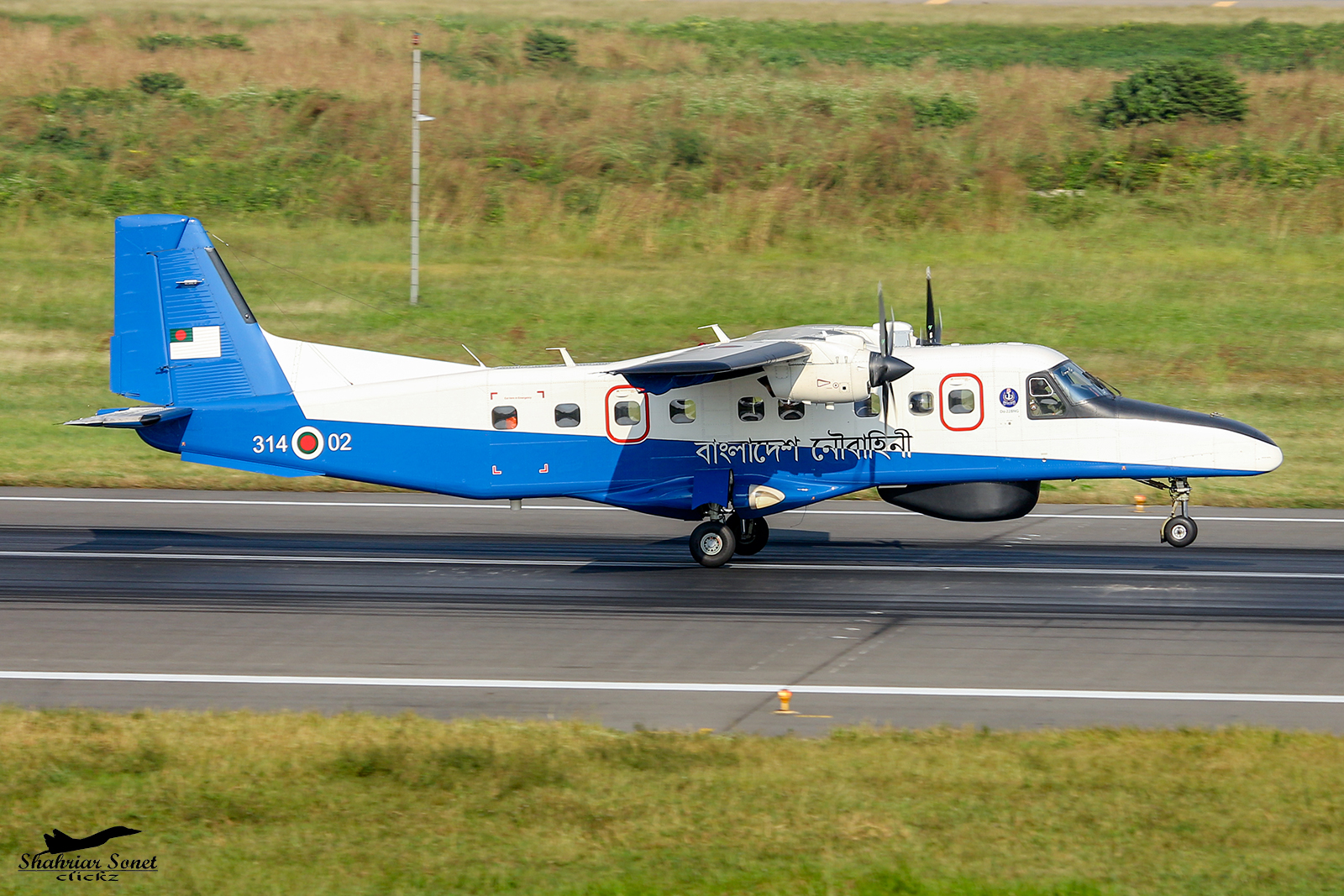
Самолёт Dornier Do-228 авиации ВМС Бангладеш

| Название             | Страна   | Тип              | Роль                            | Количество | Статус                                                 | Источник |
| -------------------- | -------- | ---------------- | ------------------------------- | ---------- | ------------------------------------------------------ | -------- |
| AgustaWestland AW109 | Италия   | Вертолёт         | Универсальный                   | 2          |                                                        | [ 62 ]   |
| AW159 Wildcat        | Италия   | Вертолёт         | Противолодочный                 |            | 2 заказаны                                             | [ 63 ]   |
| Dornier Do 228       | Германия | Винтовой самолёт | Самолёт морского патрулирования | 2          | 2 заказаны вместе с радаром наблюдения 5000E типа АФАР | [ 62 ]   |

### Ракетное и торпедное оружие
| Имя                  | Тип                         | Дальность   | Производитель |
| -------------------- | --------------------------- | ----------- | ------------- |
| Otomat Mk 2 Block IV | Противокорабельная ракета   | 200 км      | Италия        |
| C-802A               | Противокорабельная ракета   | 180 км      | Китай         |
| SY-1                 | Противокорабельная ракета   | 150 км      | Китай         |
| C-704                | Противокорабельная ракета   | 35 км       | Китай         |
| FM-90N               | Зенитная управляемая ракета | 15 км       | Китай         |
| FL-3000N             | Зенитная управляемая ракета | 10 км       | Китай         |
| Yu-4                 | Торпеда                     | 6 или 15 км | Китай         |
| A244-S               | Торпеда                     | 6 км        | Италия        |

### Стрелковое оружие личного состава

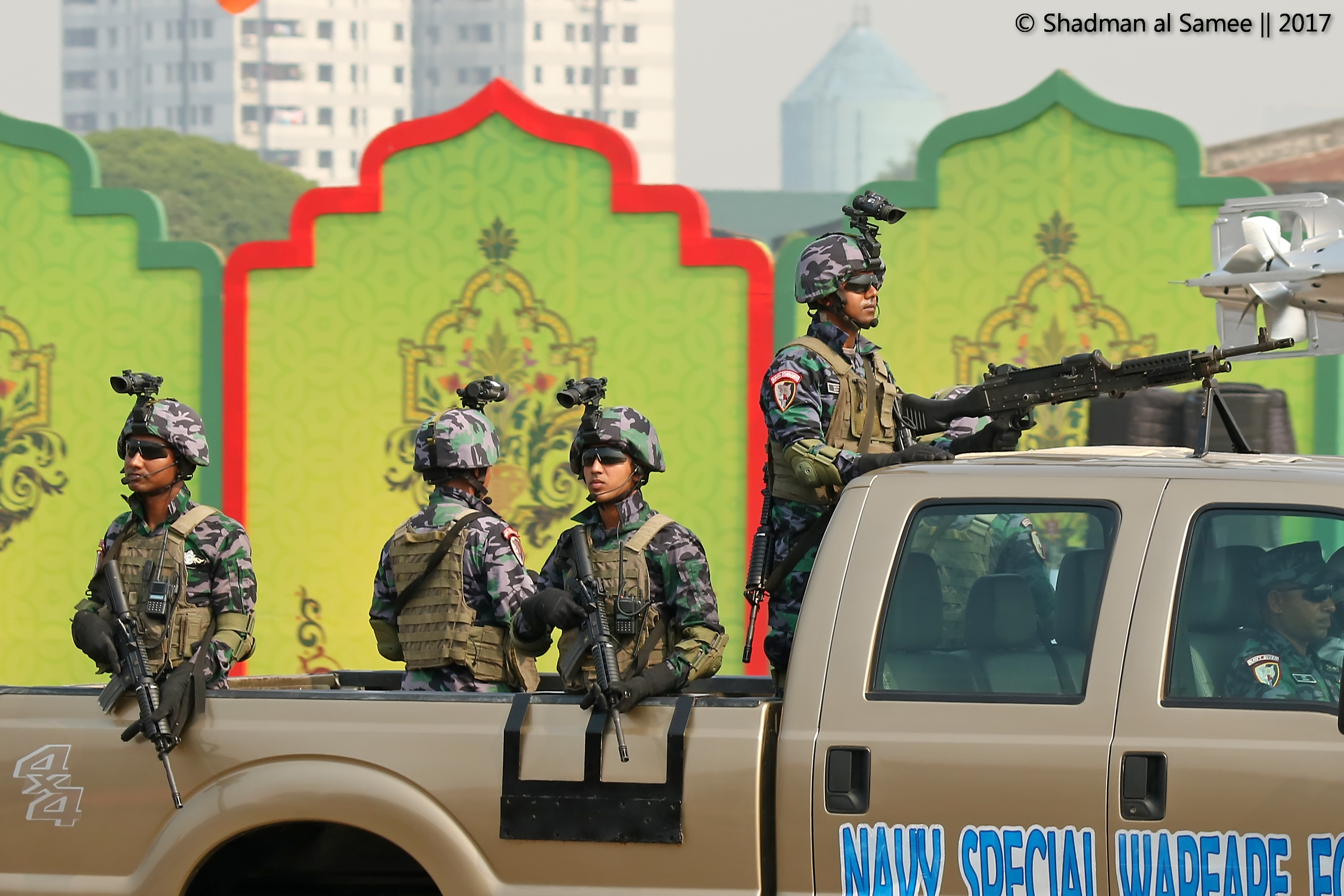
Оперативники спецподразделения SWADS с автоматом M4 и пулемётом M240

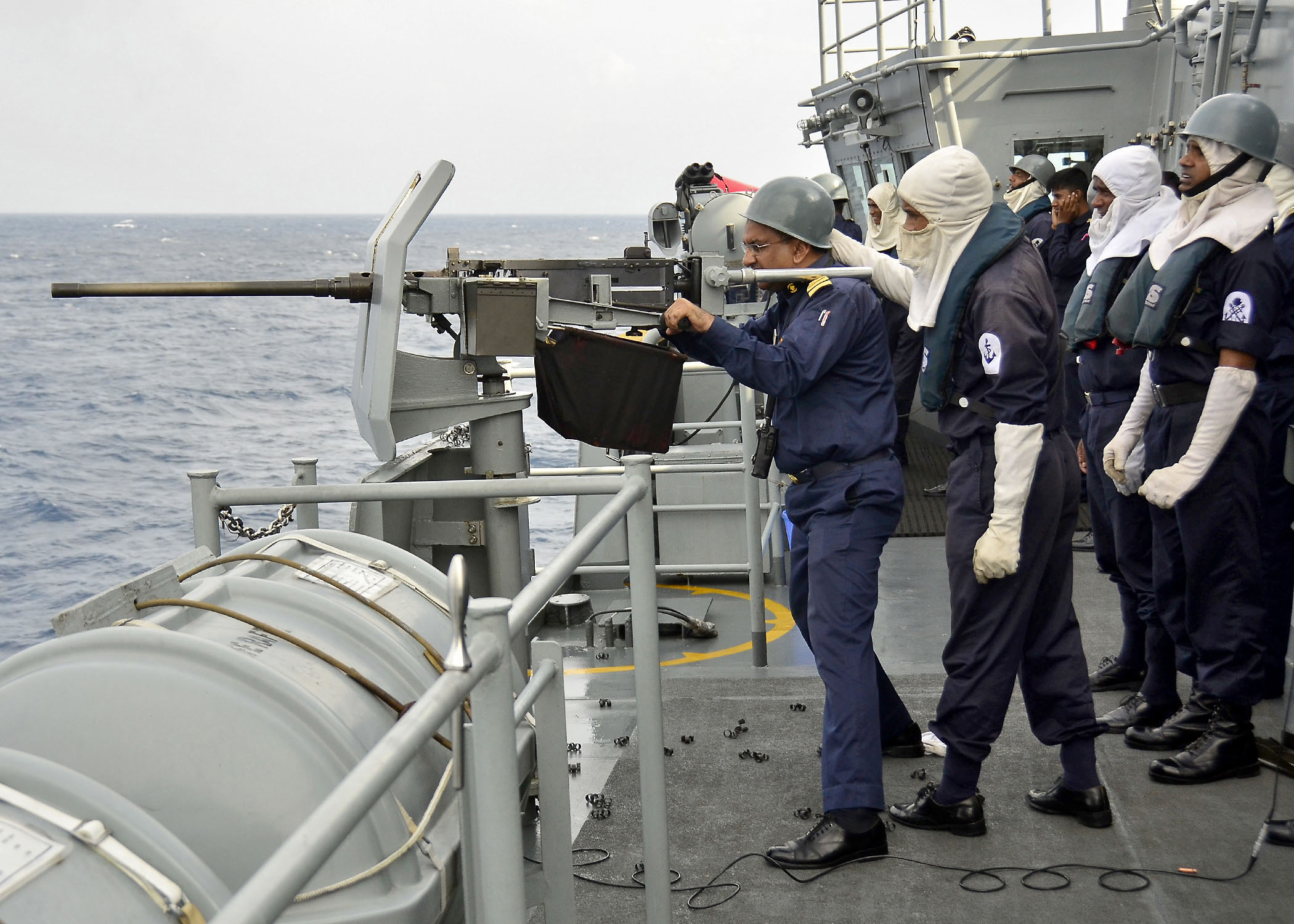
Капитан ВМС Бангладеш Абдулла аль-Мамун у пулемёта M2 Browning на борту корабля «Бангабандху», 2011 год

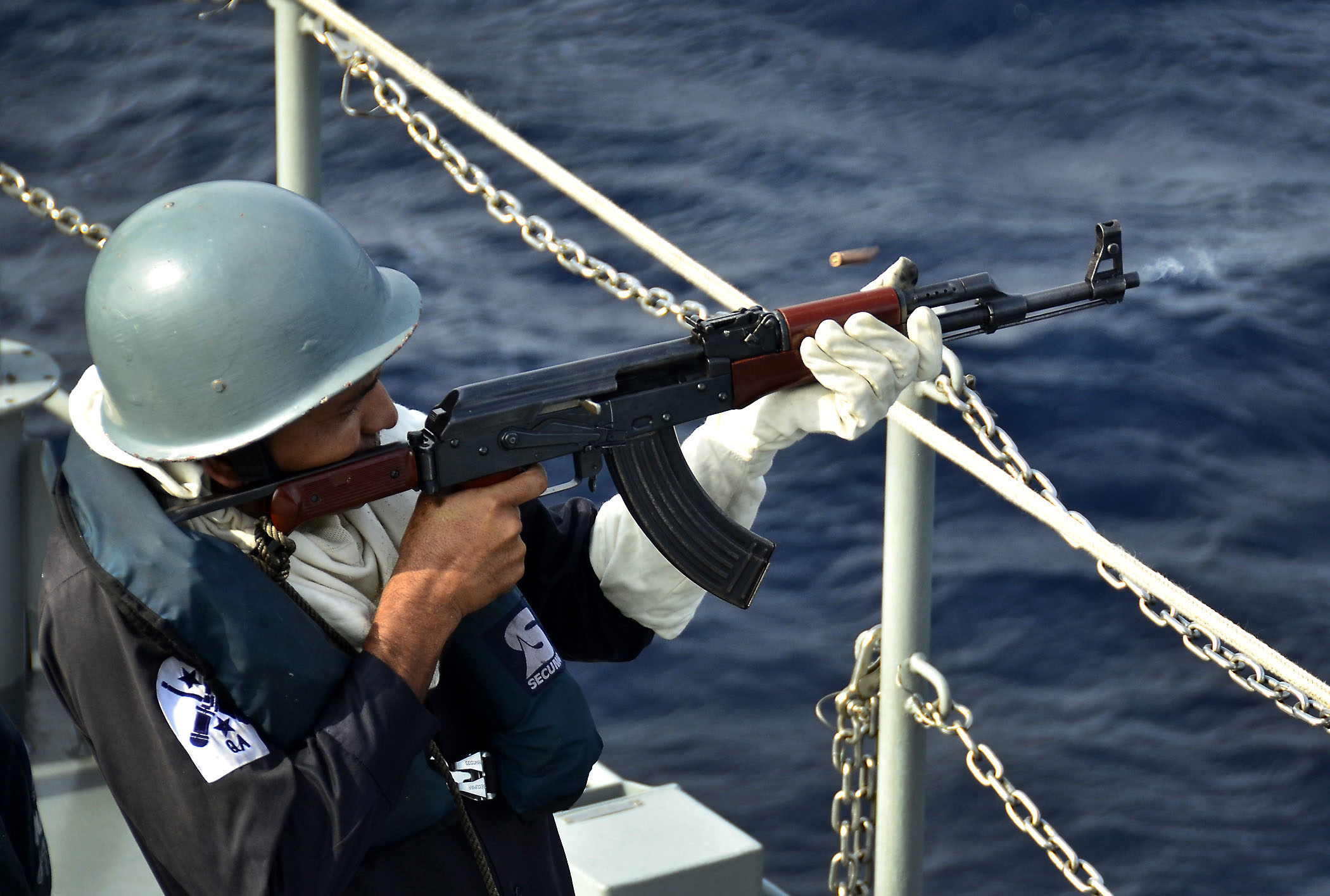
Моряк с автоматом Тип 56 на борту «Бангабандху»

| Имя                    | Тип                   | Калибр               | Производитель        | Примечание                                                                             |
| ---------------------- | --------------------- | -------------------- | -------------------- | -------------------------------------------------------------------------------------- |
| Тип 92                 | Самозарядный пистолет | 9 × 19 мм Парабеллум | Китай                | Стандартный пистолет                                                                   |
| Тип 54                 | Самозарядный пистолет | 7,62 × 25 мм ТТ      | Китай                | Оружие спецназа и резерва                                                              |
| SIG Sauer P226/228/229 | Самозарядный пистолет | 9 × 19 мм Парабеллум | Германия · Швейцария |                                                                                        |
| Тип 56                 | Автомат               | 7,62 × 39 мм         | Бангладеш            | Китайская копия АКМ, производится по лицензии компанией BOF                            |
| Тип 81 (BD-08)         | Автомат               | 7,62 × 39 мм         | Бангладеш            | Производится по лицензии компанией BOF                                                 |
| M4A1                   | Автомат               | 5,56 × 45 мм НАТО    | США                  | Оружие SWADS                                                                           |
| Daewoo K2              | Автомат               | 5,56 × 45 мм НАТО    | Республика Корея     | Оружие SWADS                                                                           |
| M24                    | Снайперская винтовка  | 7,62 × 51 мм НАТО    | США                  | Оружие SWADS                                                                           |
| HK MP5                 | Пистолет-пулемёт      | 9 × 19 мм Парабеллум | Германия             |                                                                                        |
| Daewoo K7              | Пистолет-пулемёт      | 9 × 19 мм Парабеллум | Республика Корея     |                                                                                        |
| Тип 81 (BD-08)         | Ручной пулемёт        | 7,62 × 39 мм         | Бангладеш            | Производится по лицензии компанией BOF                                                 |
| M240B                  | Единый пулемёт        | 7,62 × 51 мм НАТО    | США                  | Вооружение кораблей типа «Дефендер»                                                    |
| L44A1                  | Единый пулемёт        | 7,62 × 51 мм НАТО    | Великобритания       | Вооружение патрульных судов типов «Айленд» и «Мегхна», а также тральщиков типа «Ривер» |
| ДШК                    | Станковый пулемёт     | 12,7 × 108 мм        | Россия               |                                                                                        |
| M2 Browning            | Станковый пулемёт     | 12,7 × 99 мм НАТО    | США                  | Вооружение BNS Bangabandhu                                                             |

## Модернизация флота
В Бангладеш действует программа модернизации вооружённых сил под названием Forces Goal 2030, в рамках которой планируется провести модернизацию и расширение снаряжения и инфраструктуры флота, а также улучшить программу обучения личного состава. В рамках этой программы строятся военно-морские базы Шер-э-Бангла в Рабанабаде, округ Патуакхали (универсальная база для надводных и подводных судов, а также для авиации — крупнейшая в стране), Шейх Хасина в Кокс-Базаре (для подлодок) и Шейх-Муджиб в Кхилкхете, а также новый штаб флота в канале Сандвип у Читтагонга.
В рамках перевооружения флота в июле 2015 года ВМС Бангладеш заказал два китайских корвета типа 056 (доставлены 27 апреля 2019 года) и приказал построить два гидрографических судна на верфи Кхулна, а в январе 2018 года учредил тендер на закупку двух судов берегового наблюдения с правом строительства на любой бангладешской верфи. В настоящее время также объявлены тендеры на создание сети каналов передачи данных, которая смогла бы объединить 16 платформ (2 фрегата, 4 корвета, 1 большой патрульный корабль, 3 береговых станции, 2 вертолёта, 2 самолёта, 2 подлодки), и на закупку двух вертолётов с возможностью установки противолодочного и противокорабельного вооружения, оружия для поражения целей за горизонтом, поисково-спасательного снаряжения, медицинского снаряжения для оказания помощи пострадавшим и эвакуации, а также специальных миссий. Планировалось ввести в эксплуатацию подобные вертолёты в 2018 году, а 27 марта 2017 года заключён контракт на поставку двух самолётов морской авиации.
В июле 2017 года министр обороны Анисул Хук сообщил о приобретении 333 акров (около 1,3476 км²) для нужд будущей базы подлодок в Кокс-Базаре, а флот заключил меморандум о взаимопонимании с КНР по поводу строительства базы. Хук также добавил, что планируется закупить четыре минных тральщика и одно учебное парусное судно, идут переговоры с зарубежными компаниями о строительстве шести фрегатов в сухом доке Читтагонга, а правительство также занялось развитием ракетной обороны и системы опознавания целей «свой — чужой». В январе 2018 года Анисул Хук подтвердил, что программа строительства фрегатов и закупка двух самолётов и двух вертолётов для нужд ВМС всё ещё в силе, при этом в программу расширения флота включена закупка двух фрегатов, дополнительных патрульных кораблей, спасательного судна, транспортного судна, буксира и плавучего дока. В апреле того же года были объявлены тендер на два навигационных радара в X-диапазоне и площадку для посадки вертолётов, которые можно было бы установить на два корабля ВМС Бангладеш и тендер на замену двух 40-мм спаренных орудий системы Dardo на другую.